# Up Around the Bend
«Up Around the Bend» (en español: «Hasta alrededor de la curva») es una canción de perteneciente a la banda de rock estadounidense Creedence Clearwater Revival. Es la séptima canción que forma parte de su quinto álbum de estudio Cosmo's Factory; editado en 1970. La canción fue escrita por el vocalista de la banda, John Fogerty.
La canción fue compuesta y grabada a sólo unos pocos días antes de la gira europea de la banda; en abril de 1970 y fue incluida en el disco de la Cosmo's Factory. Fue lanzado como sencillo lado B, junto con «Run Through the Jungle» en el lado A. El sencillo subió al número cuatro en la Billboard Hot 100 en la primavera de 1970.
También fue certificado como disco de oro por la RIAA, por tener ventas de más de un millón de copias. También fue un gran éxito en el Reino Unido, donde alcanzó el número tres en el UK Singles Chart.
Fogerty escribió esta canción basándose en el riff de guitarra que había descubierto y escrito por casualidad en algún cuarto de uno que otro hotel donde, la banda estuvo hospedando durante esa exitosa gira. Luego de eso, Fogerty empezó a trabajar en la letra de su nueva canción. El resultado fue una lírica básica pero con mucho sentido nacionalista y crítico, donde invita al oyente a unirse en un mágico viaje por las curvas de la carretera, donde promete buenos momentos, algo así como un ambiente de fiesta y un "todo estará mejor", mientras se reúnen con una causa en común. Esa causa era la libertad y el momento de reflexión sobre los sucesos sociales que acontecían a finales de los años 1960.
La canción ha sido versionada por diversos artistas, entre ellos Hanoi Rocks y Elton John; además, fue utilizada en diversas películas como: Michael  (1996), Remember the Titans (2000), Invincible (2006), Red Dawn (2012) y Free Birds (2013). También se utilizó en  series de televisión, como: From the Earth to the Moon (1998), My Name Is Earl (2008); entre otras.

## Lista de posiciones
| Clasificación (1970)                  | Número de posición |
| ------------------------------------- | ------------------ |
| Alemania (Offizielle Deutsche Charts) | 3                  |
| Australia (ARIA)                      | 1                  |
| Austria (Ö3 Austria Top 40)           | 3                  |
| Canadá (RPM Top Singles)              | 1                  |
| Estados Unidos (Billboard Hot 100)    | 4                  |
| Francia (IFOP)                        | 23                 |
| Irlanda (IRMA)                        | 3                  |
| Noruega (VG-lista)                    | 2                  |
| Reino Unido (UK Singles Chart)        | 3                  |
| Suiza (Schweizer Hitparade)           | 6                  |